# Gabriel Boakye
Gabriel Boakye (* 26. Februar 1998 in Richmond Hill, Ontario) ist ein kanadischer Fußballspieler ghanaischer Abstammung auf der Position eines Stürmers.

## Vereinskarriere

### Karrierebeginn in der Heimat
Gabriel Boakye wurde am 26. Februar 1998 als Sohn ghanaischer Eltern – sein Vater stammt aus Kumasi und seine Mutter aus der Hauptstadt Accra – in der Großstadt Richmond Hill in der kanadischen Provinz Ontario geboren und wuchs in den Sprachen Englisch und Twi auf. Nachdem er bereits in seiner frühen Kindheit Fußball gespielt hatte, begann er als Achtjähriger auf Vereinsebene zu spielen. Hierzu schloss er sich im Jahre 2006 dem lokalen Nachwuchsausbildungsverein Oakridges SC in Oak Ridges, einem nördlichen Vorort von Richmond Hill, an und war dort in weiterer Folge bis 2007 aktiv. Danach spielte er von 2007 bis 2012 beim rund 40 Kilometer entfernten Spartacus SC in der Hafenstadt Toronto. Im Sommer 2012 wechselte er zum West Toronto SC, dem er bis zum Winter 2012 angehörte und danach für ein weiteres halbes Jahr zum Richmond Hill SC in seine Geburtsstadt zurückkehrte. Von hier wechselte Boakye spätestens im Sommer 2013 – eventuell auch bereits etwas früher – in den Nachwuchsbereich des Major-League-Soccer-Franchises Toronto FC.
In der sogenannten Toronto FC Academy, die neben diverse Jugendmannschaften auch über eine größtenteils aus U-20-Spielern bestehende Herrenmannschaft verfügt, durchlief er diverse Altersgruppen und wurde im April 2015 erstmals in die zweite Mannschaft des Toronto FC berufen. Beim Toronto FC II mit Spielbetrieb in der damals noch drittklassigen United Soccer League (USL) brachte es Boakye im Spieljahr 2015 auf insgesamt acht Profiligaeinsätze. Dabei gab der 17-Jährige am 9. Juli bei der 0:2-Niederlage gegen die Pittsburgh Riverhounds sein Profidebüt, als er von Jason Bent über die vollen 90 Minuten eingesetzt wurde. Von seinen acht Spielen gewann er mit seiner Mannschaft lediglich eines und ging siebenmal als Verlierer vom Feld. Im November 2015 wurde er als einer von zwei Spielern des Toronto FC für den Preis als Under-17 Men’s Player of the Year nominiert, konnte diesen Preis allerdings nicht gewinnen. Bereits im November 2014 war er für diese Auszeichnung nominiert worden.

### Wechsel nach Deutschland
Im Sommer 2016 schaffte er den Sprung nach Europa und wurde an der Akademie von Energie Cottbus aufgenommen. Erst ab Mitte Oktober hatte er die Möglichkeit an Spielen des Klubs teilzunehmen und gab am 16. Oktober bei der 1:2-Auswärtsniederlage gegen den Nachwuchs des VfL Wolfsburg sein Debüt für die A-Junioren der Cottbuser, als er von Trainer Ronald Prause in der 67. Spielminute für Leo Felgenträger eingewechselt wurde. Danach entwickelte er sich rasch zu einem Stammspieler der A-Junioren und wurde in der A-Junioren-Bundesliga 2016/17 in insgesamt 16 Ligaspielen eingesetzt, wobei er drei Treffer und zwei Torvorlagen beisteuerte, sowie sieben gelbe Karten erhielt. Am 18. Dezember 2016 saß er im letzten Spiel vor der Winterpause erstmals uneingesetzt auf der Ersatzbank der ersten Mannschaft von Energie Cottbus, die zu diesem Zeitpunkt in der viertklassigen Regionalliga Nordost angesiedelt war. Im ersten Spiel des Frühjahres saß er unter Trainer Claus-Dieter Wollitz abermals auf der Ersatzbank, kam aber auch bei dieser 0:2-Niederlage gegen die Amateure von RB Leipzig nicht zum Einsatz. Nach einem weiteren Spiel auf der Ersatzbank gab er am 29. März 2017 bei einem 0:0-Auswärtsremis gegen Viktoria Berlin sein Debüt im deutschen Herrenfußball, als er in der 87. Spielminute als Rechtsaußen für Benjamin Förster auf den Rasen kam. Danach saß er in zwei weiteren Regionalligaspielen ohne Einsatz auf der Ersatzbank, hatte aber parallel dazu seine regelmäßigen Auftritte in der A-Junioren-Bundesliga. Mit der Mannschaft erreichte er im Endklassement der Regionalliga Nordost 2016/17 mit neun Punkten Rückstand auf Meister und Aufsteiger FC Carl Zeiss Jena den zweiten Tabellenplatz.
Noch im April 2017 unterfertigte Boakye einen bis Juni 2018 laufenden Vertrag, dessen Laufzeit sich bei einem möglichen Aufstieg in die 3. Liga automatisch bis zum Juni 2019 verlängert. In die erfolgreiche Spielzeit 2017/18 startete Boakye erst Ende August mit einem Kurzeinsatz gegen den ZFC Meuselwitz und fand erst ab Mitte des Folgemonats zu regelmäßigen Einsätzen in der Regionalligamannschaft. Nachdem er alle Spiele zwischen der siebenten und 19. Meisterschaftsrunde absolviert hatte, saß er ab Mitte Februar bis zum Saisonende Mitte Mai wieder zumeist uneingesetzt auf der Ersatzbank oder gehörte gar nicht erst dem Kader an. In diesem Zeitraum gelangen dem vornehmlich als Mittelstürmer eingesetzten Kanadier nur zwei Meisterschaftseinsätze. Insgesamt kam er 2017/18 bei 16 Ligaspielen zu vier Toren und einer Torvorlage. Mit Energie Cottbus rangierte er am Saisonende mit 28 Siegen, fünf Unentschieden und einer einzigen Niederlage mit 31 Punkten Vorsprung auf den Zweitplatzierten auf dem ersten Tabellenplatz und schaffte damit problemlos den Aufstieg in den Profifußball. Des Weiteren gewann er mit den Cottbusern, den amtierenden Titelverteidigern, den Brandenburgpokal 2017/18, wobei er mit fünf Treffern und zwei Assists bei vier Spielen maßgeblichen Anteil an den Erfolgen hatte. Lediglich beim Halbfinalspiel gegen den FSV Union Fürstenwalde und dem 1:0-Finalsieg über den SV Babelsberg 03 kam der ghanaischstämmige Boakye nicht zum Einsatz.
Im Sommer 2018 wechselte er zur 2. Mannschaft des 1. FC Köln II. Nach 2 Jahren ging er zurück in die Regionalliga Nordost zum
1. FC Lokomotive Leipzig.

## Nationalmannschaftskarriere
Nach seinem Wechsel an die Toronto FC Academy erhielt Boakye, der sowohl für sein Geburtsland Kanada, als auch für das Geburtsland seiner Eltern spielberechtigt wäre, im Jahre 2013 seine erste Einberufung in eine Nachwuchsnationalmannschaft der Canadian Soccer Association. Unter Trainer António „Tony“ Fonseca war er dabei ein Mitglied der kanadischen U-15-Auswahl. Im darauffolgenden Jahr erfolgten weitere Einsätze in der U-16-Mannschaft Kanadas, ehe er im selben Jahr den Durchbruch in die kanadische U-17-Mannschaft fand. Im darauffolgenden Februar und März war er Teil der 20-köpfigen kanadischen Spielerauswahl, die an der CONCACAF U-17-Meisterschaft des Jahres 2015 in Honduras teilnahm. Ausgewählt von Trainer Rob Gale nahm er unter Trainer Sean Fleming an der Endrunde teil und absolvierte dabei am 28. Februar beim 3:1-Sieg über Haiti sein erstes offizielles Länderspiel. Danach kam er bei dem in San Pedro Sula stattfindenden Turnier in drei der weiteren vier Gruppenspiele zum Einsatz; nur das Spiel gegen St. Lucia verpasste der junge Angriffsspieler. Am Ende belegte Kanada mit einem Punkt Rückstand auf Mexiko den zweiten Platz der Gruppe B und musste zusammen mit dem Drittplatzierten (Costa Rica) und dem Zwei- und Drittplatzierten der Gruppe A (Jamaika und die Vereinigten Staaten) in die Play-offs. In diesen kam Boakye bei der 0:3-Niederlage seiner Mannschaft gegen Costa Rica zum Einsatz.
Noch im Sommer 2015 wurde der Stürmer, der mittlerweile sein Profidebüt gegeben hatte, in die kanadische U-20-Nationalmannschaft geholt, debütierte aber erst rund zwei Jahre später in offiziellen Länderspielen. Davor wurde er mehrfach für Trainingscamps und freundschaftliche Länderspiele in die Auswahl geholt. Im Februar 2017 wurde er vom nunmehrigen U-20-Trainer Rob Gale in den 20-Mann-Kader für die CONCACAF U-20-Meisterschaft des Jahres 2017 einberufen. Bei der Endrunde in Costa Rica, für die sich die Kanadier automatisch qualifiziert hatten, wurde der Offensivakteur in allen drei Gruppenspielen der Kanadier eingesetzt. Mit lediglich einem Sieg aus diesen drei Partien wurde Kanada hinter Honduras (Zweiter) und Mexiko (Erster) Dritter der Gruppe A und schied frühzeitig aus dem laufenden Turnier aus.

## Erfolge
mit Energie Cottbus
- Vizemeister der Regionalliga Nordost: 2016/17
- Sieger des Brandenburgpokals: 2017/18
- Meister der Regionalliga Nordost und Aufstieg in die 3. Liga: 2017/18